# Change Your Mind
«Change Your Mind» (en español, cambia de idea) es una canción de la banda estadounidense de indie rock The Killers, la canción fue escrita por los integrantes de la banda: Brandon Flowers y Dave Keuning, vocalista y guitarrista respectivamente y fue producida por los miembros de la banda junto a Jeff Saltzman para el álbum de estudio debut de la banda llamado "Hot Fuss" de 2004.

## Información general
"Change Your Mind" fue escrita por Brandon Flowers y Dave Keuning y producida por Jeff Saltzman, quien produjo la mayoría de las canciones del álbum, la canción está incluida en la versión estándar como la número 8; sin embargo, en las versiones para Estados Unidos, Reino Unido y Australia la canción está sustituida por "Glamorous Indie Rock & Roll" la cual es solo una pista adicional en el resto de los países. La canción apareció en el tráiler promocional de la película del 2006: "Thak You for Smoking" (Gracias por fumar).
La letra de la canción es sobre el rechazo amoroso pero la esperanza que hay después de ese rechazo a obtener una oportunidad "cambiando la forma de pensar". Es decir, es idónea para esos momentos de inseguridad donde quieres con ansías estar con alguien (Jossi). La música de la canción sigue el mismo estilo que el resto del álbum con influencias rock y sintéticas, el sonido es muy parecido al de la canción "Mr. Brightside" con sintetizadores combinados a una guitarra eléctrica suave.